# Striber
Striber er en film instrueret af Peter Bay.

## Handling
Maleren Peter Hanghøj arbejder hårdt hjemme i sin ydmyge lejlighed på at skabe nogle strukturalistiske system-malerier. Hans seje knokleri fra morgen til aften er blevet en minimalistisk, humoristisk hyldest til alle der målbevidst og engageret går efter det man synes er vigtigt i livet.